# Saanich North and the Islands (circonscription britanno-colombienne)
Pour les articles homonymes, voir Saanich.
Circonscription électorale provinciale du Canada
Saanich North and the Islands est une circonscription provinciale de la Colombie-Britannique représentée à l'Assemblée législative de la Colombie-Britannique depuis 1991.

## Géographie
En 2020, la circonscription représente une partie du district régional de la Capitale. La circonscription représente les villes de Central Saanich, North Saanich et Sidney, ainsi que les communautés de Bedwell Harbour, Otter Bay, Sturdies Bay, Montague Harbour, Vesuvius, Long Harbour (en), Fulford Harbour et Ganges.

## Liste des députés
| Législature                                                                    | Années                                                                         | Député                                                                         | Député                                                                         | Parti                                                                          |
| Saanich North and the Islands Circonscription issue de Saanich and the Islands | Saanich North and the Islands Circonscription issue de Saanich and the Islands | Saanich North and the Islands Circonscription issue de Saanich and the Islands | Saanich North and the Islands Circonscription issue de Saanich and the Islands | Saanich North and the Islands Circonscription issue de Saanich and the Islands |
| ------------------------------------------------------------------------------ | ------------------------------------------------------------------------------ | ------------------------------------------------------------------------------ | ------------------------------------------------------------------------------ | ------------------------------------------------------------------------------ |
| 35e                                                                            | 1991–1996                                                                      |                                                                                | Clive Tanner                                                                   | Libéral                                                                        |
| 36e                                                                            | 1996–2001                                                                      |                                                                                | Murray Coell (en)                                                              | Libéral                                                                        |
| 37e                                                                            | 2001–2005                                                                      |                                                                                | Murray Coell (en)                                                              | Libéral                                                                        |
| 38e                                                                            | 2005–2009                                                                      |                                                                                | Murray Coell (en)                                                              | Libéral                                                                        |
| 39e                                                                            | 2009–2013                                                                      |                                                                                | Murray Coell (en)                                                              | Libéral                                                                        |
| 40e                                                                            | 2013–2017                                                                      |                                                                                | Gary Holman (en)                                                               | Néo-démocrate                                                                  |
| 41e                                                                            | 2017–2020                                                                      |                                                                                | Adam Olsen                                                                     | Vert                                                                           |
| 42e                                                                            | 2020–2024                                                                      |                                                                                | Adam Olsen                                                                     | Vert                                                                           |
| 43e                                                                            | 2024–en cours                                                                  |                                                                                | Rob Botterell (en)                                                             | Vert                                                                           |